# Groder (Gemeinde Prägraten am Großvenediger)
Groder bzw. Groderhof, teilweise auch Grod, ist die Bezeichnung für einen Einzelhof in der Gemeinde Prägraten am Großvenediger. Groder wird zur Fraktion Hinterbichl gezählt und ist nach Oberbichl der höchstgelegene Hof der Gemeinde Prägraten am Großvenediger.

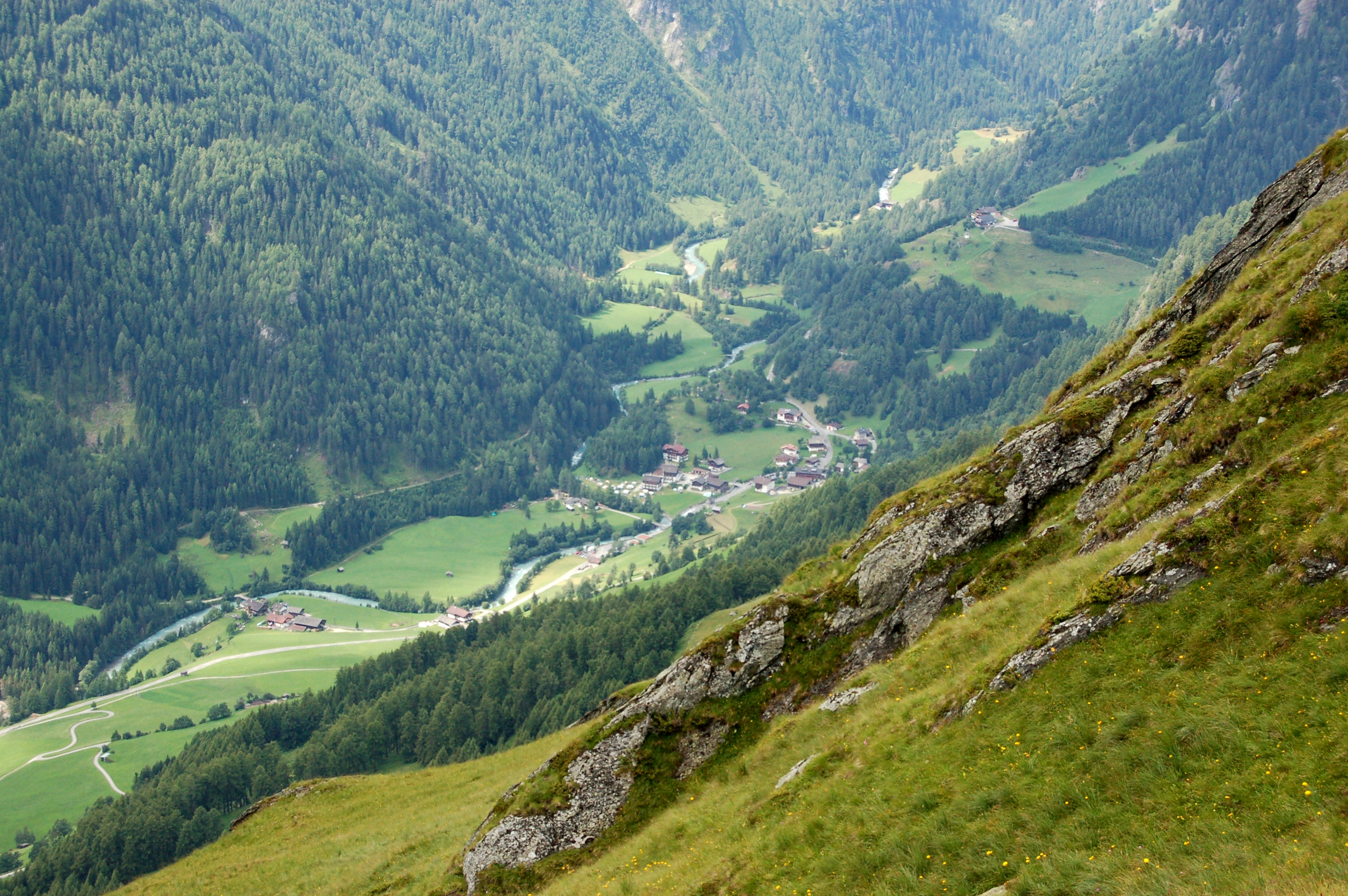
Blick auf Hinterbichl mit dem Groderhof (rechts oberhalb des Ortskerns)

## Geographie
Der Groderhof besteht aus zwei Gebäuden und einer Kapelle, die sich westlich von Hinterbichl befinden. Der sich auf einem Felshügel hoch über der Isel befindliche Einzelhof liegt nordwestlich der Hofstelle Hinterglanz und nordöstlich der Streusiedlung Forstlehen.

## Geschichte
Bereits 1545 wurde in der Pustertalischen Beschreibung ein Besitzer eines Schwaighofes als „Nickl in Graden“ genannt. Der Hof stand im 16. Jahrhundert im Besitz der Herrschaft Lienz, wobei der Hof dem Pfarrer in Virgen zehentpflichtig war. Im 18. und 19. Jahrhundert stand der Hof im Besitz der Familie Grader bzw. Groder. Der Groderhof wurde von der Statistik Austria lange Zeit nicht eigens genannt, sondern als Teil von Hinterbichl miteingerechnet. Erst im Zuge der Volkszählung 1961 wurde Grod bzw. Groder als Einzelhof extra ausgewiesen. Groder bestand zu dieser Zeit aus einem Wohnhaus mit zwölf Bewohnern. 1971 wies der Hof eine Bevölkerung von elf Bewohnern auf. In der Folge wurden spätestens ab 1991 die Einwohnerzahlen von Groder nicht mehr ausgewiesen, der Ort jedoch neben Feldner und Ströden sowie diversen Schutzhütten und Almen als Bestandteil von Hinterbichl genannt.

## Bauwerke
Neben dem Groderhof, der bis 2015 als Pension und Gasthof dient, befindet sich in Groder die denkmalgeschützte Kapelle Maria vom guten Rat (auch Eggerkapelle), die 1886 von Kassian Groder errichtet wurde.